# Голям Сан Бернар
Голям Сан Бернар (на немски: Grosser Sankt Bernhard, на италиански: Colle del Gran San Bernardo, на френски: Col du Grand-Saint-Bernard) е планински проход в Алпите, през който от времето на Римската империя е минал основният път, свързващ Северна Италия с Галия.
Височината на прохода е 2469 м над морското равнище. Намира се на изток от Монблан в югоизточните Пенински Алпи. Проходът свързва Мартини в Швейцария в долината на Рона (на 39 km на северозапад) с Аоста в Италия (на 34 km на югоизток).
През 1905 г. през прохода е построен път, който свързва Аоста с швейцарския Мартини. През зимата, от октомври до май, пътят обикновено е затворен.
Под прохода, на височина 1915 м, има тунел със същото име (на френски: Tunnel du Grand-Saint-Bernard) с дължина 5,6 km, открит през 1964 г.
През 1050 г. св. Бернар от Ментон основава манастир на прохода, заедно с планински заслон (днес хижа Сан Бернар), който подобно на прохода получава неговото име.
През 1800 г. Наполеон I с 40 000 войници преминава през прохода и нахлува в Италия за втората си италианска кампания. На 19 юни 1805 г. в параклиса е погребан френският генерал Луи Дезе, загинал в битката при Маренго.
Тук е отгледана породата кучета санбернар, които са обучени да търсят хора в лавини.

## Галерия
- Големият проход Свети Бернар през лятото
- Проходът през зимата
- Изглед на прохода през есента
- На прохода
- Панорамна гледка към пътя през прохода (европейска магистрала E27)
- Картина на художника Жак-Луи Давид „Наполеон на прохода Сан Бернар“ (1800)